# Herb gminy Murów
Herb gminy Murów – jeden z symboli gminy Murów.

## Wygląd i symbolika
Herb przedstawia na tarczy w polu ceglastoczerwonym złotą tarczę późnogotycką, w której umieszczono srebrny mur z czerwoną bramą (symbol rycerstwa). W bramie znajduje się płonący ogień, nawiązujący do pożaru, który zniszczył Murów, a pod nim pół złotego koła. Natomiast na murze umieszczono dwa świerki, symbolizujące liczne lasy gminy. Herb wielki gminy zawiera dodatkowo dwa trzymacze – robotnika z huty w stroju roboczym i rycerza z różą w dłoni (jak w pieczęci wsi Murów) oraz czerwoną wstęgę ze złotym napisem „GMINA • MURÓW • GMINA”.